# Juriniosoma gagateum
Juriniosoma gagateum là một loài ruồi trong họ Tachinidae.